# Esfíncter

Diagrama onde aparece a localização de um dos esfíncteres do corpo humano: o esfíncter anal

Esfíncter é uma estrutura, geralmente um músculo de fibras circulares concêntricas dispostas em forma de anel, que controla o grau de amplitude de um determinado orifício. Três esfíncteres, em especial, merecem mais atenção: o esfíncter cárdico, o esfíncter anal e o esfíncter pilórico, que faz comunicação entre o estômago e o duodeno. 
Também existe o esfíncter de Oddi que se encontra no Duodeno.
Existem pelo menos 43 esfíncteres no corpo humano, alguns dos quais em tamanho microscópico. 